# NGC 5895
NGC 5895 est une galaxie spirale située dans la constellation du Bouvier. Sa vitesse par rapport au fond diffus cosmologique est de 5 414 ± 8 km/s, ce qui correspond à une distance de Hubble de 79,9 ± 5,6 Mpc (∼261 millions d'al). NGC 5895 a été découverte par l'astronome irlandais R. J. Mitchell en 1854.
Certaines sources mentionnent que NGC 5895 et NGC 5896 forment une paire de galaxies, mais NGC 5896 est une lointaine galaxie et le rapprochement de ces deux galaxies n'est dû qu'à un alignement optique.